# Santa María Rivarredonda
Santa María Rivarredonda är en kommun i Spanien.   Den ligger i provinsen Provincia de Burgos och regionen Kastilien och Leon, i den norra delen av landet, 250 km norr om huvudstaden Madrid. Arean är 11,0 kvadratkilometer.
Terrängen i Santa María Rivarredonda är huvudsakligen platt.